# Font Nova (Suterranya)
La Font Nova és una font del terme municipal de Tremp, del Pallars Jussà, a l'antic terme de Suterranya.
Està situada a 530 m d'altitud, a prop i a l'est-sud-est de Suterranya, a l'esquerra de la llau del Bas. És entre les partides de Sant Sebastià (nord) i la Colomina (sud).